# Ute Mahler
Ute Mahler (* 29. Oktober 1949 in Berka bei Sondershausen, Thüringen) ist eine deutsche Fotografin und Hochschullehrerin für Fotografie.

## Biographie
Ludwig Schirmer, der Vater von Ute Mahler, war gelernter Müllermeister, später jedoch zunächst als Nebentätigkeit und dann hauptberuflich in Ostberlin erfolgreich als Werbefotograf tätig. Nach ihrem Abitur und einem Volontariat bei der DEWAG studierte Ute Mahler von 1969 bis 1974 an der Hochschule für Grafik und Buchkunst in Leipzig Fotografie. Seit 1975 ist sie als selbständige Fotografin tätig. Sie war bis 1990 Mitglied des Verbands Bildender Künstler der DDR. Sie arbeitete u. a. für die Zeitschriften Sibylle und Für Dich, nach der deutschen Wiedervereinigung auch für den Stern.
1990 war sie eine der Gründerinnen der Agentur Ostkreuz. Sie hatte einen Lehrauftrag an der Burg Giebichenstein Kunsthochschule Halle. Seit 2000 ist sie Professorin für Fotografie an der Hochschule für Angewandte Wissenschaften Hamburg.
Fotografien von Ute Mahler sind in renommierten Sammlungen vertreten, u. a. in der Berlinischen Galerie, Sammlung F. C. Gundlach, im Deutschen Historischen Museum Berlin, in der Sammlung Fotografie der Staatlichen Galerie Moritzburg und den Brandenburgischen Kunstsammlungen Cottbus.
Ute Mahler ist mit dem Fotografen Werner Mahler verheiratet, das Paar lebt in Lehnitz bei Oranienburg (Brandenburg).
Ute Mahler zählt gemeinsam mit ihrem Mann Werner Mahler „zu den stilprägendsten Vertretern der ostdeutschen Fotografie“. Heute wie damals in der DDR hätten sie „ihre humanistische Sicht auf die Welt in unterschiedlichen, intensiven Fotoprojekten realisiert“. Sie seien „zwei herausragende deutsche Fotografen, die zur DDR-Zeit wie heute ihre eigene und unangepasste Sicht auf die Welt in unterschiedlichen, intensiven Fotoprojekten realisieren“, sagte DGPh-Vorsitzender Michael Biedowicz anlässlich der Preisverleihung mit dem Kulturpreis, der höchsten Auszeichnung der Deutschen Gesellschaft für Photographie.

## Stil
„Aus der großen und reichen Tradition der sogenannten live-Fotografie kommend, ist Ute Mahlers Formensprache durchaus von der Bildreportage geprägt. Ihre ureigene Sehweise jedoch, in der sich ihre Persönlichkeit und ihr Anliegen offenbaren, weist deutlich über den gewohnten, den rasch erstellten Bildbericht hinaus. In der Entscheidung für gerade jene Augenblicke, in denen eine Situation unbestimmt und offen ist, uns vielleicht überraschend, manchmal sogar rätselhaft betrifft, überschreitet Ute Mahler die oft als unüberwindlich angenommene Grenze der Fotografie. In ihren Bildern ist das Sichtbare nur eine dünne Hülle, die sich sofort wieder verflüchtigt sobald das Interesse am Eigentlichen geweckt ist- am Unsichtbaren, für das selbst unsere Sprache nur unsicher tastende Begriffe kennt, vielleicht Trauer und Freude, Liebe und Einsamkeit, Leere und Übermut, wie häufig auch von alldem etwas.“

## Ehrungen
- 1977: Goldmedaille der internationalen Ausstellung Interpressfoto in Moskau

- 1979: Hauptpreis der photokina in Köln für Fotografie[5]
- 2011: Kunstpreis Fotografie[6] von Lotto Brandenburg für Monalisen der Vorstädte: Fotografien von Ute und Werner Mahler (gemeinsam mit ihrem Ehemann)
- Bronzemedaille von World Press Photo in Amsterdam[7]
- 2023: Kulturpreis der Deutschen Gesellschaft für Photographie (DGPh) (gemeinsam mit ihrem Ehemann)[8]
- 2024: Verdienstkreuz am Bande der Bundesrepublik Deutschland (gemeinsam mit ihrem Ehemann)[9]

Außerdem war Ute Mahler Mitglied der Jury des Vonovia Award für Fotografie 2018.

## Publikationen mit Fotografien Ute Mahlers (unvollständig)
- Monalisen der Vorstädte: Fotografien von Ute und Werner Mahler. Verlag Meier und Müller, Berlin 2013, ISBN 978-3-00-035371-0 (deutsch, englisch).
- Zusammenleben. Text von Sibylle Berg. Hatje Cantz, Ostfildern 2014, ISBN 978-3-7757-3822-4.
- Kleinstadt. Fotografien von Ute und Werner Mahler. Hartmann Projects Verlag, Stuttgart 2018, ISBN 978-3-96070-029-6.
- mit Werner Mahler und Ludwig Schirmer: Ein Dorf: 1950–2022. Hartmann Projects Verlag, Stuttgart 2024, ISBN 978-3-96070-100-2 (deutsch, englisch).[11]

## Ausstellungen (unvollständig)

### Teilnahme an zentralen und wichtigen regionalen Ausstellungen in der DDR
- 1982/1983 und 1977/1988: Dresden, IX. und X. Kunstausstellung der DDR
- 1982 und 1986: Berlin, Bezirkskunstausstellungen
- 1984: Berlin, Altes Museum („Junge Künstler der DDR“)
- 1984: Berlin, Altes Museum („Alltag und Epoche. Werke bildender Kunst der DDR aus fünfunddreißig Jahren“)
- 1985: Berlin, Nationalgalerie („Auf gemeinsamen Wegen. Kunstausstellung zum 40. Jahrestag des Sieges über den Hitlerfaschismus und der Befreiung des deutschen Volkes“)

### Ausstellungen seit der deutschen Wiedervereinigung (mutmaßlich unvollständig)
- 2008; Eisenach, Galerie Ulrich Kneise ("Spurensuche")[12]
- 2011: Halle /Saale, Burg Giebichenstein ("Das Geheimnis bleibt, Modefotografie von Ute Mahler und Schülern")[13]
- 2013: Obermarchtal, Galerie im Kloster ("Monalisen der Vorstädte – Fotografien von Ute und Werner Mahler")[14]
- 2014: Hamburg, Deichtorhallen, Haus der Photographie ("Ute Mahler und Werner Mahler – Werkschau")[15]
- 2024: Erfurt, Kunsthalle Erfurt ("Ute Mahler, Werner Mahler & Ludwig Schirmer. An seltsamen Tagen über Flüsse in die Städte und Dörfer bis ans Ende der Welt")[16]

- 2025: Berlin, Galerie Springer („Farbenrausch. Ute Mahler, Werner Mahler, Ludwig Schirmer“)[17]
- 2025: Berlin, Akademie der Künste am Hanseatenweg („Ein Dorf 1950 – 1922 Ute Mahler, Werner Mahler, Ludwig Schirmer“)